# NGC 6826

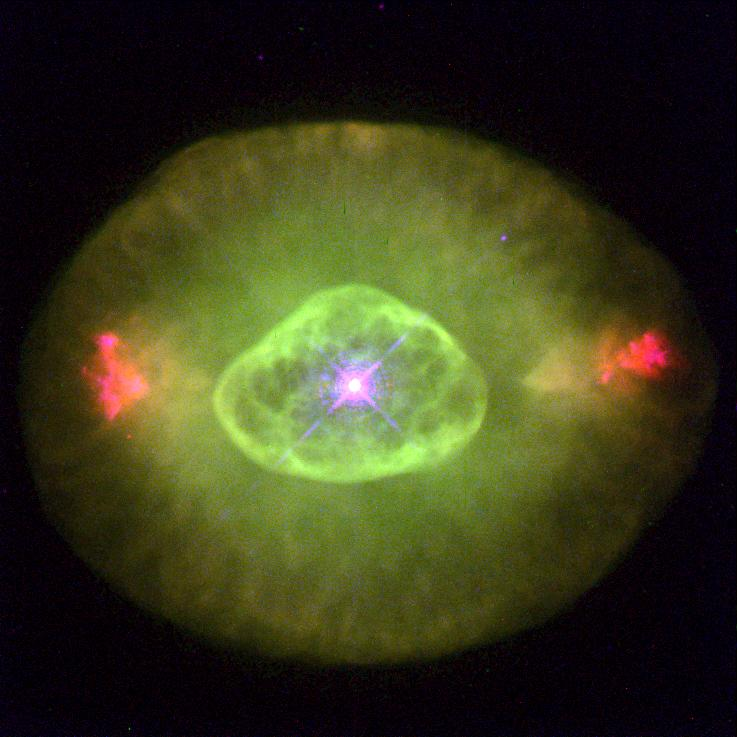
NGC 6826

NGC 6826 (denumită și Caldwell 15) este o nebuloasă planetară din constelația Lebăda.